# 구글 포 스타트업스
구글 포 스타트업스(Google for Startups, 이전 이름: Google for Entrepreneurs)는 2011년 구글이 시작한 스타트업 프로그램이다. 125개국에 50개 이상의 코워킹 스페이스 및 액셀러레이터로 구성되어 있으며, 의욕 넘치는 기업가들에게 실질적인 수업을 제공한다.
기술 스타트업 기업가들을 위해 로컬 스타트업 커뮤니티와 구글플렉스와 혼동되지 않도록 구글 캠퍼스(Google Campus)로 널리 알려진 코워킹 스페이스 네트워크와 협력한다. 구글의 장치와 로컬 기술 커뮤니티를 위한 도구 및 워크샵에 접근할 수 있도록 제공한다. 구글은 자사 캠퍼스 내 스타트업들이 2억 5천만 달러 이상을 유치하고 4,600개 이상의 새로운 일자리를 창출했다고 주장했다.

## 역사
2012년 3월, 캠퍼스 런던이 이스트 런던에 처음 문을 열었고, 이어서 2012년 12월에는 텔아비브에 캠퍼스 텔아비브가 개장했다. 최초의 아시아 캠퍼스는 2015년 대한민국 서울특별시에 문을 열었다. 그 후 2016년 브라질 상파울루에 첫 남미 캠퍼스가 문을 열었다.
다양한 캠퍼스에서 열리는 이벤트는 위치에 따라 다르며, 사용되는 언어도 다르다. 기업가나 기업은 이러한 이벤트를 주최하도록 신청할 수 있으며, 이러한 이벤트에는 블록체인, 사물인터넷, 핀테크, 기계 학습, 클라우드 컴퓨팅과 같은 기술 주제뿐만 아니라 디지털 마케팅, 제품 관리, 지식재산권과 같은 기업가에게 중요한 기타 실용적인 기술에 대한 워크샵과 컨퍼런스가 포함된다. 다른 이벤트로는 해커톤과 기업가를 위한 스타트업 레지던시 프로그램, 그리고 기업가를 위한 무료 요가 및 마음챙김 세션 등이 있다.
때때로 구글 직원들은 판매 교육, 기술 토론, 선구적인 철학적 사고 실험과 같은 워크샵과 구글 클라우드 플랫폼과 같은 구글 관련 제품 및 플랫폼에 대한 컨퍼런스를 진행하기 위해 파견된다.
2018년 10월, Google for Entrepreneurs는 Google for Startups으로 이름이 변경되었다. 코로나바이러스 팬데믹 기간 동안 구글은 2021년 6월부터 재택근무로의 전환으로 인해 이스트 런던 캠퍼스를 다시 열지 않기로 결정했다.

## 위치

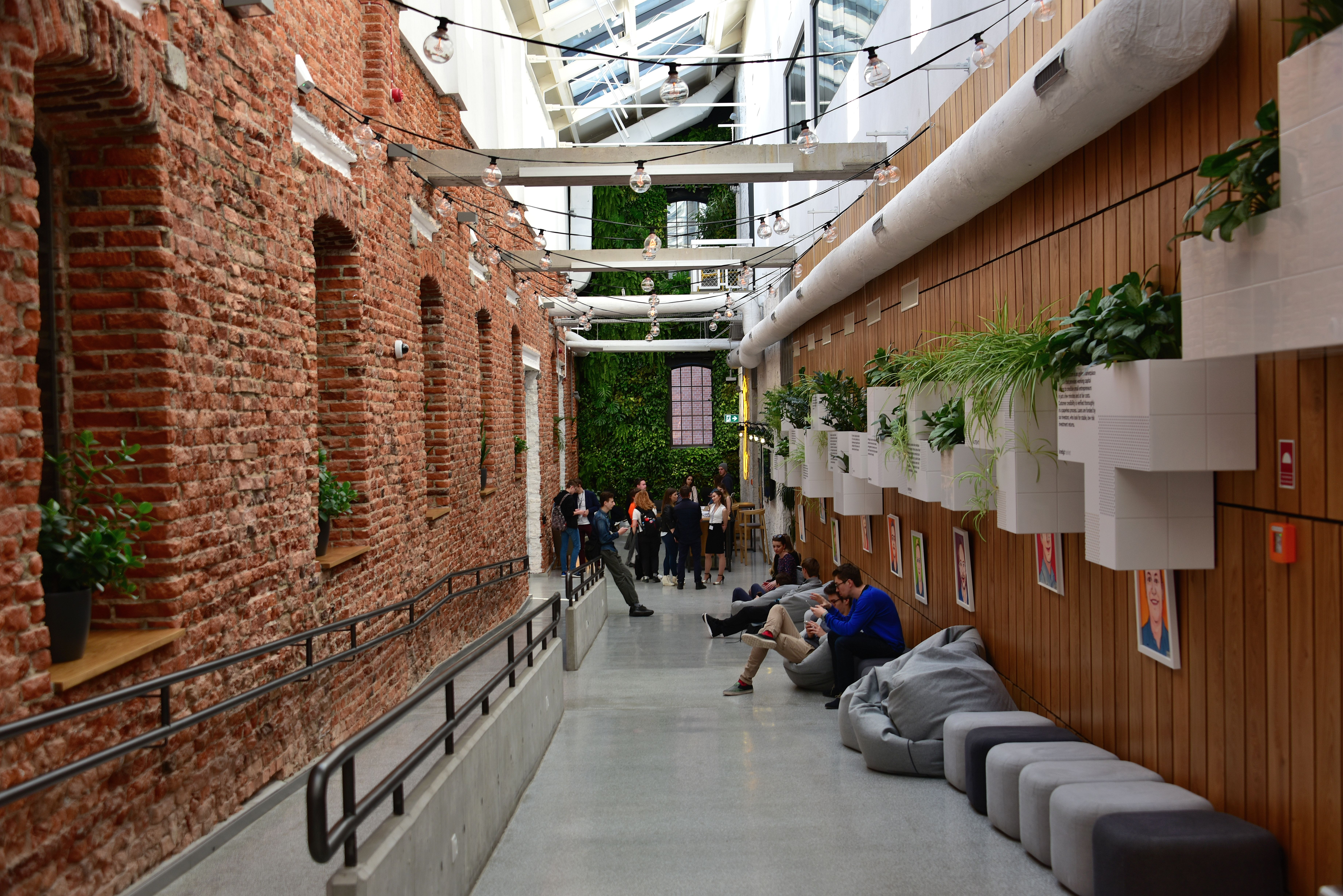
19세기 옛 바르샤바 보드카 공장 "코네서" 부지에 위치한 캠퍼스 바르샤바의 복도.

2019년 기준, 캠퍼스는 유럽, 아시아 및 남미 전역에 걸쳐 7개 도시에 위치해 있다.
- 캠퍼스 텔아비브
- 캠퍼스 마드리드
- 캠퍼스 서울
- 캠퍼스 바르샤바
- 캠퍼스 상파울루
- 캠퍼스 도쿄

## 캠퍼스 베를린
2017년, 또 다른 캠퍼스가 독일 베를린의 크로이츠베르크 인근에 개장할 계획이었다. 이로 인해 지역 주민들은 해당 지역의 젠트리피케이션에 대한 우려를 표명했다. 이 문제는 2018년 9월 베를린 기반의 "오큐파이" 그룹 시위대가 건설 부지를 일시적으로 점거하고 목격자 보고에 따르면 최소 6명이 체포되면서 더욱 악화되었다.
일부에서는 캠퍼스가 진정으로 와해적인 스타트업 대신 너무 많은 경량 앱 스타트업을 초래했다고 비판했다. 다른 비판으로는 구글이 스타트업 커뮤니티를 진정으로 발전시키는 대신 자사의 마케팅 목적으로 캠퍼스를 활용하고 있다는 점이 포함된다.
2018년 10월, 구글은 지역 운동가들의 압력으로 베를린 캠퍼스 개장 계획을 철회하고 해당 부지가 두 개의 지역 자선 단체에 속하게 될 것이라고 밝혔다.